# Tega Ikoba
Tega Ikoba (Bettendorf, 2003. augusztus 14. –) amerikai labdarúgó, a Portland Timbers csatárja.

## Pályafutása
Ikoba az Iowa állambeli Bettendorf városában született. Az ifjúsági pályafutását a Portland Timbers akadémiájánál kezdte.
2022-ben mutatkozott be a Portland Timbers észak-amerikai első osztályban szereplő felnőtt keretében. Először a 2022. május 15-ei, Sporting Kansas City ellen 7–2-re megnyert mérkőzés 70. percében, Nathan Fogaça cseréjeként lépett pályára. Első gólját 2023. március 19-én, az Atlanta United ellen idegenben 5–1-es vereséggel zárult találkozón szerezte meg.

## Statisztikák
2023. április 2. szerint
| Klub             | Szezon   | Osztály  | Bajnokság | Bajnokság | Kupa  | Kupa | Nemzetközi | Nemzetközi | Összesen | Összesen |
| Klub             | Szezon   | Osztály  | Meccs     | Gól       | Meccs | Gól  | Meccs      | Gól        | Meccs    | Gól      |
| ---------------- | -------- | -------- | --------- | --------- | ----- | ---- | ---------- | ---------- | -------- | -------- |
| Portland Timbers | 2022     | MLS      | 2         | 0         | 0     | 0    | —          | —          | 2        | 0        |
| Portland Timbers | 2023     | MLS      | 3         | 1         | 0     | 0    | —          | —          | 3        | 1        |
| Összesen         | Összesen | Összesen | 5         | 1         | 0     | 0    | 0          | 0          | 5        | 1        |